# Hangyasav
A hangyasav a legegyszerűbb karbonsav. Képlete: CH2O2, vagy HCOOH.
A természetben megtalálható a hártyásszárnyú rovarok harapásaiban és csípéseiben, beleértve a méheket és a hangyákat, valamint fontos égési terméke az átlagtól eltérő üzemanyagú autóknak, amelyek metanollal működnek (vagy etanollal, ha vízzel szennyeződnek) és benzinnel vannak keverve. Nevét onnan kapta, hogy először hangyák desztillálásával jutottak hozzá. Bázisokkal képzett sóit és észtereit formiátnak (metanoátnak) hívják. A formiát ion képlete: HCOO−.

## Tulajdonságai
Fizikai tulajdonságai közül a legjellemzőbb, hogy csípős szagú és ízű, maró hatású folyadék. A hangyasav korlátlanul elegyedik vízzel, és sok poláris szerves oldószerben is oldódik, valamelyest a szénhidrogénekben is oldódik. Szénhidrogénekben és gázfázisban a hangyasav többnyire hidrogénkötésekkel összekapcsolódott dimerekből áll, semmint külön molekulákból. Gőzének viselkedése emiatt jelentősen eltér a tökéletes gázok törvénye alapján várttól. Folyékony és szilárd halmazállapotban a hangyasav a molekulák szinte végtelen hidrogénkötés-rendszerének hálózatából áll.
A hangyasav sokban hasonlít a többi karbonsavra, de normál körülmények között nem képez savkloridot vagy savanhidridet. Hevítés vagy erős vízelvonószer (például tömény kénsav) hatására szén-monoxidra és vízre bomolhat. Mutatja az aldehidek némely redukciós reakcióját is. A karbonsavak közül egyedi az alkénekkel való addíciós reakciókészsége, amikor is hangyasav-észter keletkezik. Bizonyos savak jelenléte esetén azonban, beleértve a kénsavat és a hidrogén-fluoridot, a Koch-reakció egy változata megy végbe, a hangyasav az alkénre addíciónál, és nagyobb szénatomszámú karbonsav keletkezik.

## Előállítás
A hangyasav nagy mennyiségben keletkezik más vegyületek, elsősorban az ecetsav előállításának melléktermékeként. Ez az előállítási mód azonban nem fedezi a mai hangyasav szükségletet. Metanol és szén-monoxid erős bázis jelenlétében végzett reakciójában egy hangyasav származék, metil-formiát keletkezik:
CH3OH + CO → HCOOCH3
Az iparban ezt a reakciót folyadék halmazállapotban, magas nyomáson hajtják végre. A szokásos reakciókörülmények 80 °C és 40,5 bar. A legtöbbször használt bázis a nátrium-metoxid. A metil-formiát hidrolízise hangyasavat eredményez:
HCOOCH3 + H2O → HCOOH + CH3OH
Ahhoz, hogy a metil-formiát közvetlen hidrolízise hatékony legyen, hatalmas mennyiségű víz szükséges, ezért egyes gyártók közvetett előállítási módszert alkalmaznak. A metil-formiátot ammóniával reagáltatva formamidot állítanak elő, és ezt kénsavval hidrolizálva kapnak hangyasavat:
HCOOCH3 + NH3 → HCONH2 + CH3OH
HCONH2 + H2O + ½H2SO4 → HCOOH + ½(NH4)2SO4
Ezzel a módszerrel is van probléma, főleg az ammónium-szulfáttól való megszabadulás. Ezért mostanában energiatakarékosabb utakat keresnek az első megoldáshoz.

## Felhasználás
A hangyasavat a mindennapi életben tartósítószerként és antibakteriális anyagként használják. Szénára és takarmányra fecskendezve megállít bizonyos bomlási folyamatokat, megőrizve a tápanyagokat hosszabb ideig. Néha szalmonella baktérium megölésére is alkalmazzák.

## Biztonság
Óvni kell a szemet és a bőrt a folyékony halmazállapotú hangyasavtól, vagy annak tömény gőzétől. A bőrön égési nyomokat hagyhat, a szembe jutva pedig maradandó szemkárosodást okozhat. Belélegezve köhögést, égő érzést eredményezhet. Mivel szén-monoxid is jelen lehet a gáz halmazállapotában, mindig legyünk figyelmesek, ha nagyobb mennyiségű gáz halmazállapotú hangyasav közelében tartózkodunk.
A hangyasavat a szervezet képes lebontani és kiválasztani, de már jegyeztek föl krónikus tüneteket. Állatkísérletek bizonyították, hogy mutagén, és közvetlen, nagy mennyiségű érintkezés máj- és vesekárosodást okozhat, vagy allergia alakulhat ki.